# Fermí Fernàndez
Fermí Fernàndez (Londres, Reino Unido, 19 de febrero de 1963) es un actor, humorista, presentador, y locutor español. Es colaborador de la productora audiovisual El Terrat -una de las accionistas de laSexta-, y desde la cual se ha creado un buen número de diferentes formatos televisivos.

## Carrera profesional
Empieza en la radio junto a Andreu Buenafuente, donde trabaja desde el año 1988 en el programa "El Terrat. Una tontería como una casa", compaginando con trabajos teatrales, televisión y doblaje, hasta el año 2002. Ha participado como actor en diferentes programas de televisión junto a Andreu Buenafuente (Sense Títol, Una altra cosa, Otra cosa, Buenafuente) durando más de 20 años, y ha hecho de actor en episodios de la serie de televisión El cor de la ciutat, y a la comedia de situación Majoria absoluta. Ha sido actor también del programa de televisión HomoZapping para Antena 3. También ha hecho de director y de presentador de programas para diferentes cadenas de televisión (Ui, qué difícil a 8Tv, Que no salga de aquí a Td8, y Sota Terra a TV3) y actualmente forma parte del equipo de actores de la productora de Toni Soler Minoría Absoluta, a los programas Crackòvia y Polonia. También es actor al baile hablado de Dames i Vells, que se representa anualmente durante las Fiestas de Santa Tecla de Tarragona.

### Teatro
Obras de teatro que ha dirigido
- Creeps (on és el teu límit?) (2004)
- Pocas vergüenzas

Obras de teatro que ha interpretado
- El sexo nuestro de cada día de Dario Fo (Trono Villegas. Dir. Oriol Grau)
- El maestro de música (Ópera) de Giovanni Battista Pergolesi (Dir. Pere Sacristán) Gira por Cataluña y Euskadi 1990
- Gianni Schicchi (Ópera) (Dir. Ramón Simó)
- Bla, bla, bla... de Ignasi Riera (Dir. Enric Cervera)
- Con piedras a los bolsillos de Marie Jones (Temporada 2001-2002 Dirección de Roger Peña) Gira por Cataluña año 2002
- La vida mata de La Azotea (2006)
- El muerto Producción Centre Artes Escénicas de Reus (2008) Dir. Ferran Madico
- Brots con Cia Toni Albà (2008)
- El Messies de Patrick Barlow (2009) con Toni Albà. Dir. Roger Peña
- Histeria Sagrada de Toni Albà
- Pies descalzos bajo la luna de agosto de Joan Cavallé
- Bildelberg Club Cabaret, con la Companyía Sala Trono (Tarragona)[4]
- Pararapapà, con Juli Fàbregas y Miki Esparbé[5]
- El Sommelier (2015)
- L'èxit de la temporada (2021)

### Televisión
- Al ataque de Alfons Arús (Antena3) 1992
- El chou de Alfons Arús (Antena3) 1993
- Parece que tenemos problemas con Andreu Buenafuente (Tv3) 1994
- Redacción de campaña(Tv3) 1994
- Sense Títol con Andreu Buenafuente (Tv3), guionista y actor
- Sense Títol-2 con Andreu Buenafuente (Tv3), guionista y actor
- Sense Títol s/n con Andreu Buenafuente (Tv3), guionista y actor
- La cosa nostra con Andreu Buenafuente (Tv3)
- Moncloa, dígame? (Tele5)
- La última noche (Tele5)
- Majoria absoluta (serie de televisión) (Tv3) Temporada 2002
- Otra cosa (Tv3) Temporada 2002-2003-2004
- Ui, que difícil! a CityTv (Barcelona) 2003-2004, presentador y director
- Homo Zapping (A3TV) 2004
- Que no salga de aquí a 8TV, presentador y director
- Buenafuente a Antena 3 y La Sexta 2005-2007/2007-2011
- El cor de la ciutat Tv3 (Televisión de Cataluña) (2008)
- Polònia Tv3 (desde 2009 hasta la actualidad)
- Crackòvia Tv3 (desde 2009-2017)
- Palomitas Tele5 (2011)
- Bajo tierra Tv3 (2009-2010-2011), presentador
- Buenas noches y Buenafuente a Antena3 (2012)
- Especial fin de año 2013 a TVE1
- Señoras que... Antena 3 (2012-2013)
- En El Aire Antena 3 (2014)

### Cine
- Barcelona 1714 (2017)

### Doblajes
- Kevin Spencer (2002-2004)